# Castillo de Linköping

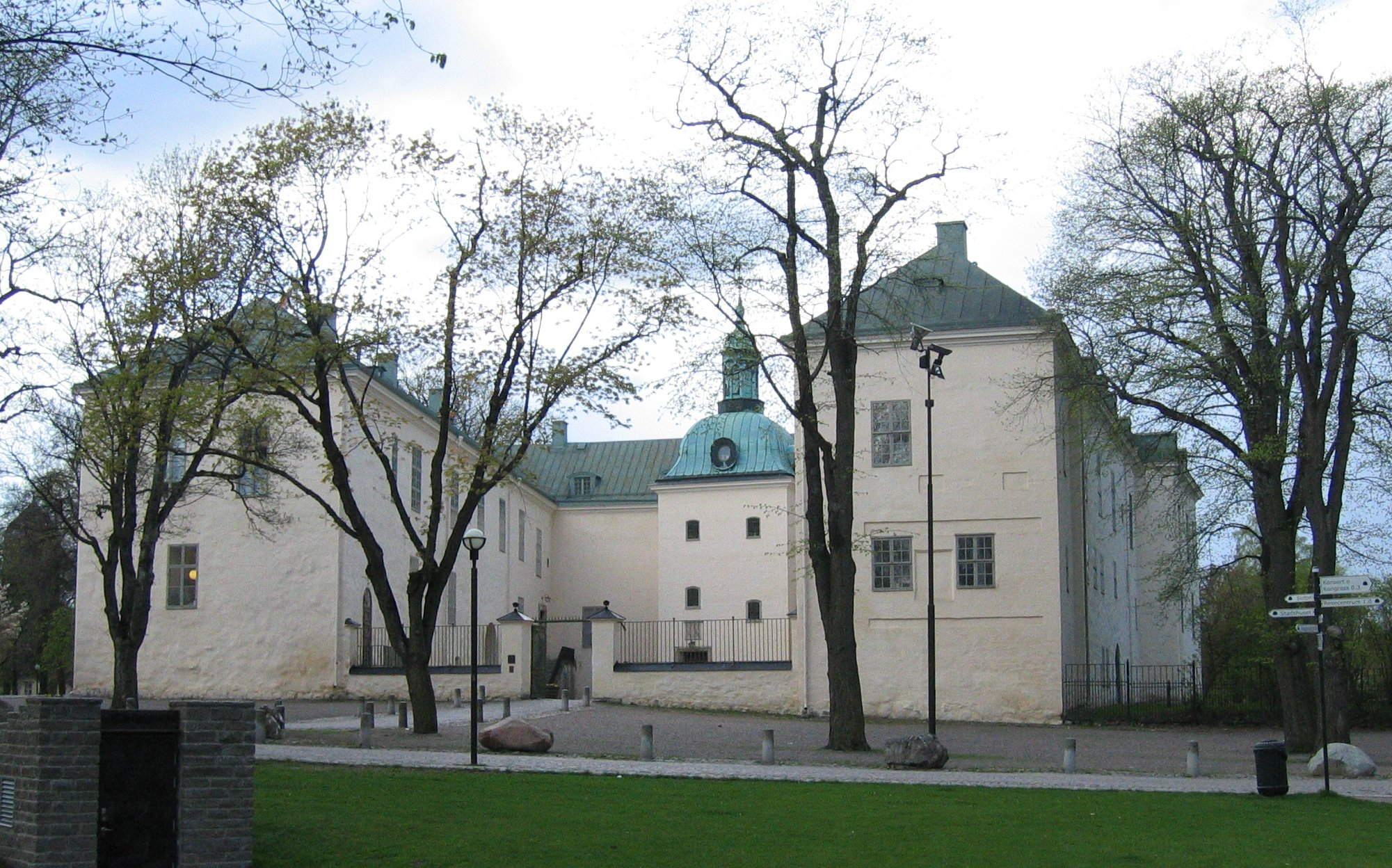
Castillo de Linköping

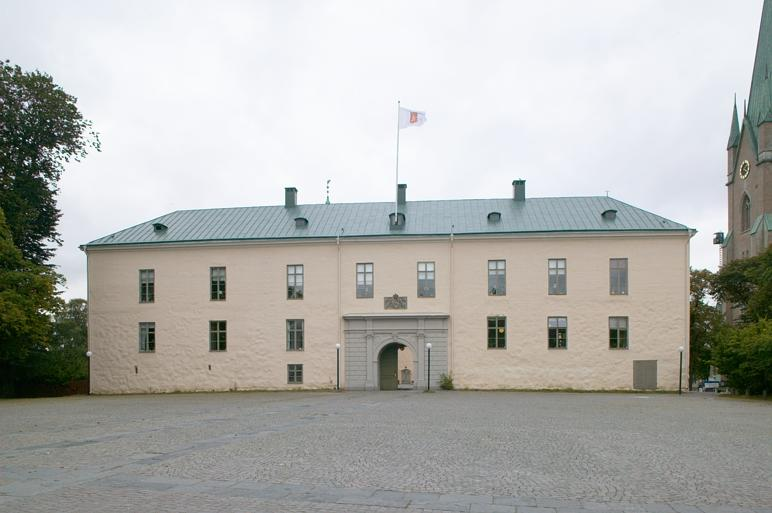
Castillo de Linköping

El Castillo de Linköping está situado en Linköping, en Östergötland, Suecia. Se sitúa frente a la Catedral de Linköping (Linköpings Domkyrka).

## Historia
El obispo Gisle de la diócesis de Linköping primero construyó una granja del obispo con una castillo de piedra caliza en 1149. Después de que el rey Gustav Vasa llevara a cabo la Reforma en 1527, la finca fue reconvertida en un castillo real. En la década de 1570, el rey Juan III de Suecia (1537-1592) hizo rediseñar el castillo por el arquitecto holandés Arendt de Roy con una nueva ala de tres plantas junto al anillo de la muralla sur. También construyó la nave occidental de una sola planta. El castillo entero era entonces blanco con márgenes rojos en torno a las puertas y algunas ventanas. Bajo el rey Carlos IX de Suecia (1550-1611), el castillo fue reconstruido en estilo Renacentista a finales del siglo XVI.
El castillo ha sido la residencia del gobernador del Condado de Östergötland desde 1785 y es un edificio monumento del estado desde 1935. En 2000, el Castillo y el Museo de la Catedral de Linköping (Linköpings Slotts & Domkyrkomuseum) fue inaugurado en tres plantas en el ala norte del castillo.